# Dokumenty życia społecznego

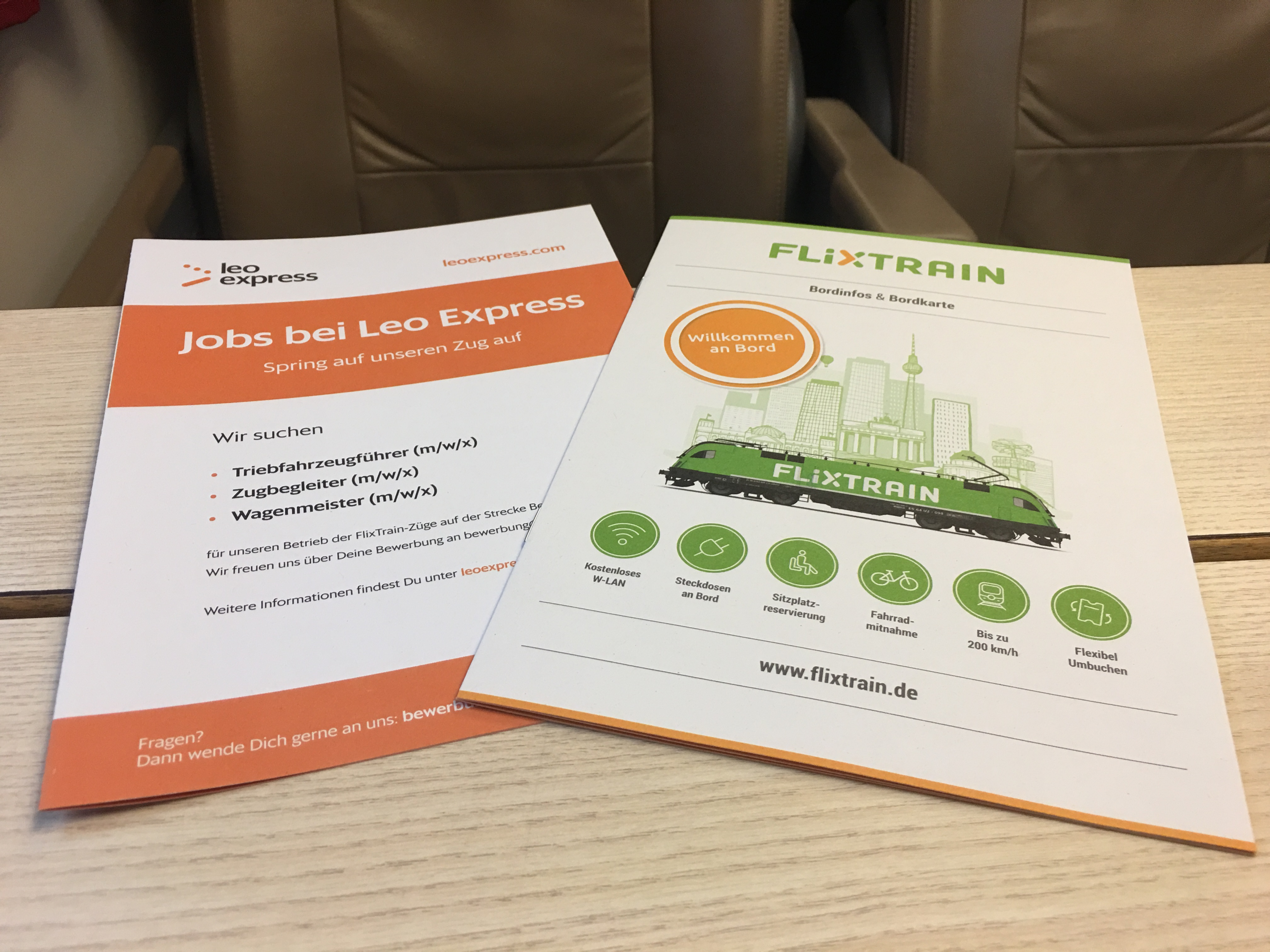
Ulotki

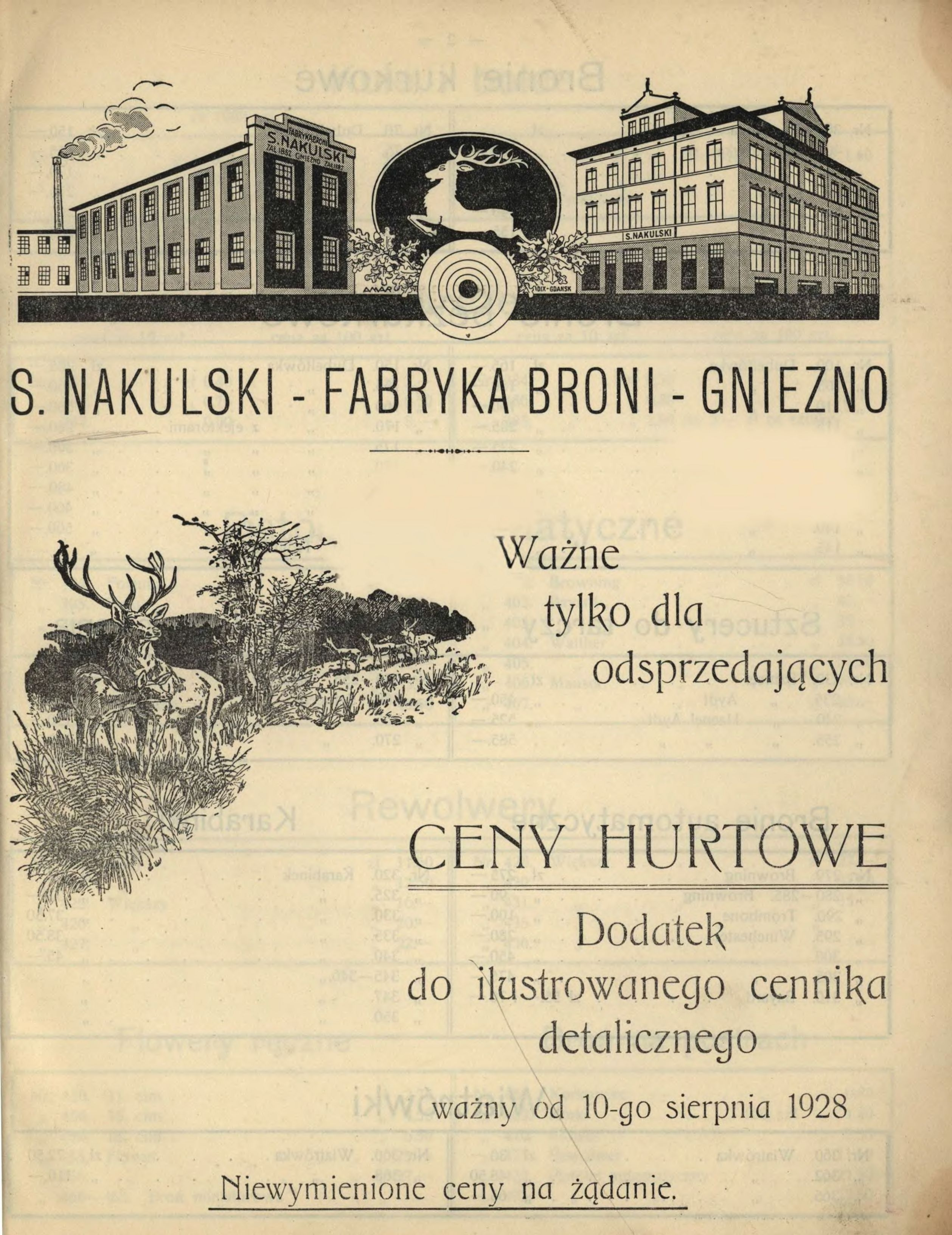
Druk reklamowy

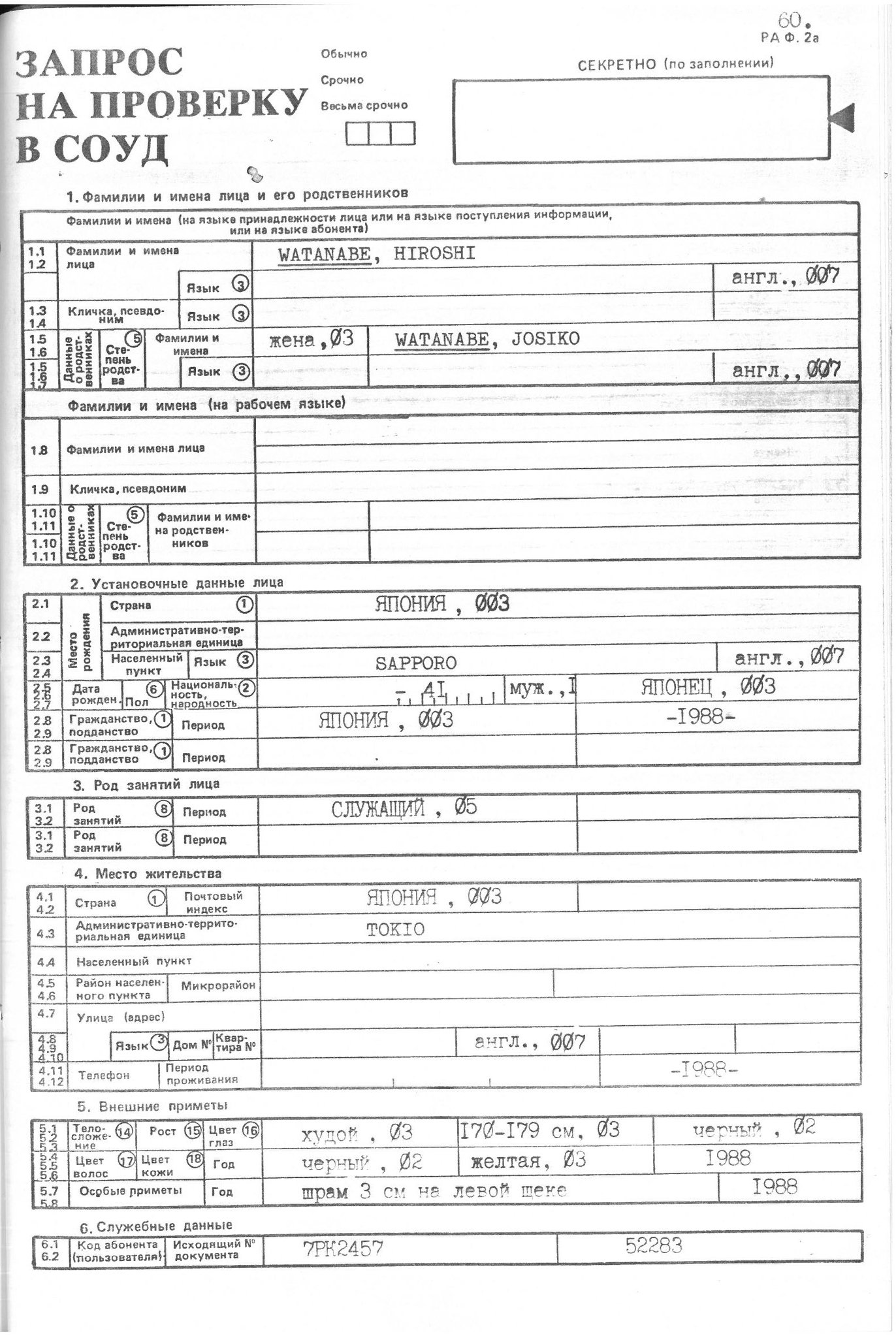
Formularz

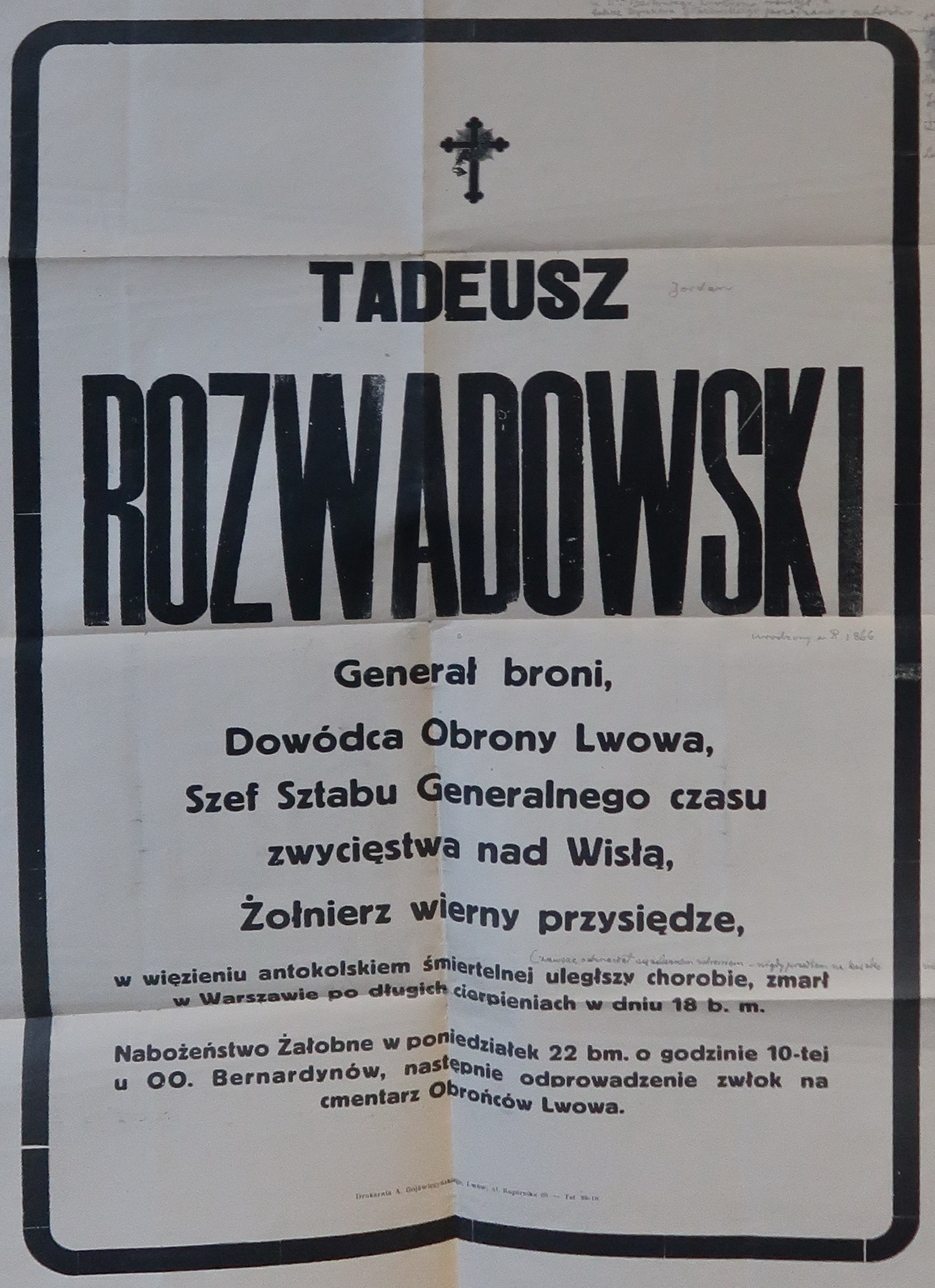
Nekrolog

Dokumenty życia społecznego w bibliotekarstwie to różne materiały, które ze względu na swój specyficzny charakter, nie są gromadzone i przechowywane w archiwach, lecz w bibliotekach. Dokumenty życia społecznego nie są bowiem dokumentami urzędowymi. Nie są również (zazwyczaj) rozpowszechniane w obiegu księgarskim. Są to przede wszystkim dokumenty o krótkotrwałej najczęściej wartości użytkowej, z reguły są świadectwem współczesnego życia danego społeczeństwa.
W archiwach nazywane materiałami ulotnymi.
Do dokumentów życia społecznego zaliczamy:
- prospekty
- reklamy[1]
- programy różnych imprez artystycznych, kulturalnych, politycznych, naukowych, sportowych itd.
- rozkłady jazdy publicznych środków lokomocji
- afisze[1], plakaty[1],
- ulotki[1],
- zaproszenia,
- cenniki[1],
- katalogi[1]
- prospekty handlowe,
- księgi adresowe
- druki propagandowe[1]
- klepsydry
- formularze
- ankiety
- wzory np. legitymacji, i wiele innych tego typu dokumentów.

Dokumenty życia społecznego są więc bardzo zróżnicowane w swej formie.
Mogą mieć postać zarówno:
- rękopiśmienną,
- maszynową,
- drukowaną
- hektografowaną
- litografowaną

Może to być również:
- fotografia,
- mikrofilm,
- taśma,
- płyta itd.

Do dokumentów życia społecznego zaliczamy też:
- czasopisma różnych stowarzyszeń, towarzystw, organizacji społecznych oraz zakładów pracy, związków zawodowych itp., przeznaczonych do użytku wewnętrznego.

Dokumenty te są gromadzone w bibliotekach ze względu na ich bieżącą, aktualną wartość. W przyszłości będą bowiem niezbędnym źródłem informacji w badaniach prowadzonych w naukach społecznych.
Pojedynczych dokumentów życia społecznego w bibliotekach nie traktuje się jako odrębnych jednostek inwentarzowych (katalogowych). Na potrzeby opracowania łączy się je w zespoły o charakterze:
- chronologicznym
- rzeczowym
- formalnym

Takie zespoły dokumentów są najczęściej przechowywane odrębnych: pudłach bądź tekach.
W bibliotekach polskich, zwłaszcza w bibliotekach naukowych, tworzone są odrębne, wyspecjalizowane działy dokumentów życia społecznego, które w zależności od charakteru zbiorów gromadzą dzieła o tematyce:
- literackiej,
- teatralnej,
- naukowej,
- gospodarczej,
- politycznej itd.

w zależności od przyjętego zasięgu:
- terytorialnego,
- chronologicznego oraz określonego profilu tematycznego danych zbiorów.

Wyspecjalizowane działy dokumentów życia społecznego istnieją np. w:
- Bibliotece Narodowej w Warszawie
- Bibliotece Publicznej m.st. Warszawy – Biblioteka Główna Województwa Mazowieckiego
- Bibliotece Zakładu Narodowego im. Ossolińskich we Wrocławiu
- Bibliotece Jagiellońskiej w Krakowie
- Bibliotece Uniwersytetu Łódzkiego
- Bibliotece Uniwersyteckiej w Toruniu
- Wojewódzkiej i Miejskiej Bibliotece Publicznej w Rzeszowie